# 泰努达姆-丘姆-卡特哈拉
泰努达姆-丘姆-卡特哈拉（Tenu Dam-cum- Kathhara），是印度贾坎德邦Bokaro县的一个城镇。总人口20443（2001年）。

## 人口
该地2001年总人口20443人，其中男性10776人，女性9667人；0—6岁人口3789人，其中男1961人，女1828人；识字率56.06%，其中男性为67.67%，女性为43.12%。